# Сара Сторі
Дама Сара Джоанн Сторі (англ. Dame Sarah Joanne Storey, до шлюбу — Бейлі (Bailey); нар. 26 жовтня 1977 року) — британська велогонщиця і плавчиня. Дама-командор ордена Британської імперії.

## Біографія
Сара Джоанн Бейлі народилася 26 жовтня 1977 року з дисфункцією лівої руки (родова травма) і згодом стала багаторазовою чемпіонкою Паралімпійських ігор. Станом на грудень 2012 року Сара проживає разом зі своєю сім'єю у Великому Манчестері (Англія, Велика Британія).

## Кар'єра
Сара почала свою кар'єру як паралімпійка, завоювала дві золоті, три срібні та одну бронзову медалі на Паралімпійських іграх в Барселоні в 1992 році в 14 років. Сторі продовжила займатися плаванням протягом наступних трьох Паралімпійських ігор до того, як стати велогонщицею у 2005 році. Вона виграла дві золоті медалі на Паралімпійських іграх в Пекіні (2008) і чотири на Паралімпійських іграх у Лондоні (2012).

## Особисте життя
З 2007 року Сара одружена з пілотом Барні Сторі. У подружжя є дочка — Марі Луїза Сторі (нар. 27.06.2013).

## Нагороди
- 1998 — член ордена Британської імперії (MBE)
- 2009 — офіцер ордена Британської імперії (OBE)
- 2013 — Дама-Командор ордена Британської імперії (DBE) з правом носити титул «Дама»